# Gunvor Guggisberg
Gunvor Meyer (* 23. August 1974 in Bern; von Wald; oft nur Gunvor genannt) ist eine Schweizer Sängerin und Tänzerin.

## Leben und Karriere
Im Stepptanz war Gunvor (ehemals Guggisberg) die siebenfache Schweizer Meisterin (Einzel, Duo und Formation). Als Sängerin gewann sie mit 23 Jahren den Showtalentwettbewerb von Radio DRS 1, und 1997 die Ausscheidung für den Eurovision Song Contest 1998 in Birmingham. Dort gewann sie mit ihrem eigenkomponierten Lied Lass ihn nicht einen einzigen Punkt und belegte den letzten Platz.
In den Jahren 2003 und 2004 übernahm Gunvor die Hauptrolle der ‚Crissy‘ im Musical Hair. Ende 2013 schrieb sie für Damian Betschart (Channing) das Lied Prisoner of Love für die Schweizer Vorentscheidung des Eurovision Song Contest 2014. 2017 veröffentlichte Gunvor das Pop-Album 001; eine Hommage an James Bond, mit Songs des Produzenten Jens Gad. Gunvor Meyer produzierte im 2018 ihr erstes Kindermusical mit dazugehörigem Buch Der kleine Mats. Während dem Lockdown veröffentlichte Gunvor (Mrs. Celebration) ihre Happy Birthday Tracks: personalisiert in 20 Musikstilrichtungen inkl. Video. 2021 eröffnete sie ihre Tanzschule: Gunvor’s Dance School & Art. In Gunvor’s Tanzschule erteilt sie Hip-Hop- und Musicalunterricht sowie Zoom Onlinekurse. Am 26. Juni 2021 tauft Gunvor ihr neues Album Gunvor Dance School mit neun Dance-Songs und einer Ballade Little prayer. Namhafte Künstler tauften ihr Album: DJ Tatana, Damian, Sepp Trütsch, Bernhard Betschart und Monika Kaelin.

## Diskografie

### Alben
- From A to Z (2000) (2CD)
- From A to Z (2013) (2CD)
- That’s Life (2015)
- 001 (2017)
- Der kleine Mats – Das Kindermusical von und mit Gunvor (2018)
- Happy Birthday (2020) (in 20 vers. Stilrichtungen; auch personalisiert mit Video, auch als Singles)
- Gunvor Dance School (2021)

### Singles
- Lass ihn (1998)
- Money Makes … (1998)
- Land of Fantasy (1999)
- Born to Be (Loved by You) (2002)
- Fett und krass (2002)
- Don’t Judge (2009)
- Passion (Fearless) (2011)
- Question of Trust (2013)
- Moi, j’aime faire l’amour (2013)
- Secret Love (2013) Track On Air bei Radio Swiss Pop
- Man on Fire (2014)
- Make love believe (2018) Track On Air bei Radio Swiss Pop
- My dying day (2018) Track On Air bei Radio Swiss Pop
- You killed my innocence (2018) Track On Air bei Radio Swiss Pop written by Toby Gad & Jens Gad
- Dance in Switzerland (2021)
- Dance Dance Dance (2021)
- Little prayer (2021)
- Swiss Choc (2021)
- Rolex Moment (2021)
- Swiss Cheese (2021)
- Swiss Mountain (2021)
- Swiss Happiness (2021)
- Tap girl (2021)
- Dance School (2021)
- Dance under the rainbow (2021)